# Венера-Д
«Вене́ра-Д» («Венера Долгоживущая») — будущая российская автоматическая межпланетная станция (АМС) для изучения Венеры, усовершенствованный аналог советских аппаратов серии «Венера». Запуск аппарата планируется в 2031 году. В случае удачной реализации «Венера-Д» станет первым с 1984 года венерианским зондом, запущенным Россией.
«Венера-Д» стала главным перспективным проектом ИКИ РАН на период после 2025 года, после того, как из-за недостатка финансирования пришлось сдвинуть на неопределенный срок миссию по исследованию системы Юпитера и его спутников.

## История проекта
Хронология:
- 2012 год — в рамках планетного симпозиума в ИКИ РАН состоялось совещание ученых из России, США, Европы и других стран и регионов, заинтересованных в изучении Венеры. Участниками был подписан протокол, в котором говорилось о важности международного космического проекта для изучения Венеры, а первым кандидатом на роль этого проекта предлагался проект «Венера-Д»[3].
- 2013 год — создание объединённой рабочей группы (ОНРГ, The Venera-D Joint Science Definition Team (JSDT)), включающей представителей России и США, задачей которой являлось определение научных целей изучения Венеры и проработка возможной миссии к Венере совместными усилиями учеными двух стран.
- 2014 год — приостановка работы объединённой рабочей группы по проекту «Венера-Д».
- 2015 год — возобновление работы объединённой рабочей группы по проекту «Венера-Д».
- 2016 год — исключение проекта «Венера-Д» из проекта Федеральной космической программы на 2016—2025 годы вследствие её секвестра.
- 26-28 июля 2016 года — встреча российско-американской Объединённой научной рабочей группы Роскосмос/ИКИ — НАСА по проекту «Венера-Д».
- 14-16 марта 2017 года — переговоры объединённой рабочей научной группы ИКИ/Роскосмос-НАСА по проекту «Венера-Д».
- 2019 год — закончена научная стадия исследования: сформулированы научные задачи, определены приоритеты, предложена концепция миссии; проект находится в стадии завершения предэскизного проектирования, после этого начнётся этап технического предложения («„Венера-Д“ может быть создана в течение пяти-шести лет в случае получения финансирования; недостаток может привести к затягиванию процесса до 10 лет и более.», — один из разработчиков проекта «Венера-Д» Виктор Воронцов[4]). В качестве ориентира для запуска рассматривается 2026 год, но, учитывая задержку во времени включения в федеральную программу, в качестве резервных дат рассматриваются 2028 и 2031 года
- 2022 год — проект реализуется исключительно Роскосмосом; в полёте планируется использовать гравитационный манёвр, что существенно расширит зону планеты, доступную для посадки. Запуск планируется осуществить в 2029 году с космодрома «Восточный»[5].
- 2024 год — запуск планируется на 2031 год[6].

### Проектирование
Предэскизный проект
- 4 августа 2017 года Роскосмос сообщил о предложении объединённой рабочей научной группы ИКИ/Роскосмос-НАСА интегрировать в миссию субспутник массой до 120 кг и аэростатные зонды для работы на высоте 50—55 км в атмосфере Венеры, а также различную полезную нагрузку, предлагаемую научным сообществом[7].
- 3 ноября 2017 года в ФАНО проведено первое установочное совещание с участниками проекта «Венеры-Д», по результатам которого головной организацией по подготовке комплексной программы научных исследований Венеры определён ИКИ РАН[8].
- 14 марта 2019 года глава РАН Александр Сергеев сообщил СМИ, что совместная научная миссия США и России по изучению Венеры будет стоить примерно 1 млрд долларов (по оценке российской стороны — 800 млн долларов). Миссию готова поддержать Национальная академия наук США. Планируется, что Россия будет заниматься вопросами доставки, спускаемая платформа будет российского производства. При этом платформа может находиться на планете достаточно долго по масштабам предыдущих экспериментов — примерно 10—12 часов. Кроме спускаемой платформы в атмосфере планеты будут собирать информацию специальные зонды, срок работы которых составляет уже около 60 суток. Создание спутника, а также летательного аппарата берет на себя американская сторона. При этом до сих пор точно неизвестно, что из себя будет представлять этот аппарат. По планам, это будет некий аналог самолёта, который будет летать в плотных слоях атмосферы, либо же похожий на дирижабль зонд, который за счет плавучести будет находиться в атмосфере. Сроки отправки миссии ещё не установлены, но ориентировочно это 2030 год[9].
- 19 марта 2019 соруководитель двусторонней научной рабочей группы по проекту «Венера-Д» с российской стороны Людмила Засова сообщила СМИ, что Россия и США завершили формирование научных задач для совместной миссии на Венеру и готовы переходить к разработке научной аппаратуры, а также самой межпланетной станции. В настоящие время[когда?] закончена научная стадия исследования — сформулированы научные задачи, определены приоритеты, предложена концепция миссии для решения этих задач, оценена архитектура миссии. В результате работы объединённой научной рабочей группы проработана и предложена для оценки Роскосмосу и НАСА концепция миссии, состоящая из двух «базовых» элементов: орбитального и посадочного аппаратов российского изготовления (со сроком работы на поверхности Венеры 2-3 часа), а также малой долгоживущей станции НАСА, которая продолжит работу в течение 60 земных суток. Сейчас проект готов к переходу к этапу опытно-конструкторских работ (Phase A по американской терминологии)[10]. К проекту «Венера-Д» готовы присоединиться Япония и Европа, предоставив свое научное оборудование: для орбитального аппарата Япония предлагает инфракрасную и ультрафиолетовую камеры, Италия — два картирующих спектрометра, Германия — камеру для наблюдения поверхности на ночной стороне Венеры в ближнем инфракрасном диапазоне спектра, что важно для поиска возможной термальной и вулканической активности. Также Засова сообщила, что при получении финансирования в ближайшее время запуск возможен не ранее 2027 года[11].
- 29 мая 2019 года Совет РАН по космосу предложил перенести запуск «Венеры-Д» на 2029 год и уведомил «Роскосмос», что тема «Венера-Д» готова к открытию ОКР, но требуется начать финансирование для составления технического предложения. В 2020 или 2021 году предлагается выделить средства на разработку эскизного проекта, если этап технических предложений пройдет успешно[12][13]. Заместитель ИКИ РАН Олег Кораблёв огласил, что сроки изготовления «Венеры-Д» составят 10 лет. Приоритетной является посадка аппарата в высоких широтах (советские станции садились в экваториальной зоне Венеры)[14]. 3 июня научный руководитель ИКИ РАН Лев Зелёный сообщил СМИ, что Совет РАН по космосу в ближайшие дни направит в Роскосмос обращение о необходимости начать финансирование первых этапов ОКР по «Венера-Д»[15]. 12 июня Совет РАН по космосу направил в Роскосмос обращение о необходимости начать реализацию проекта «Венера-Д» и финансирование первых этапов опытно-конструкторских работ по нему[16]. 13 июня пресс-служба Роскосмоса сообщила, что письмо из РАН поступило и находится на рассмотрении специалистов госкорпорации[17].
- 4 октября 2019 года научный руководитель ИКИ РАН Лев Зелёный сообщил СМИ, что ученые рассчитывают, что Роскосмос начнет финансирование эскизного проекта «Венера-Д» в 2020 году, в крайнем случае в 2021 году. Эскизный проект стоит несколько сотен миллионов рублей и может быть готов через полтора-два года после начала финансирования. До сих пор финансирование работ осуществлялось Министерством науки и высшего образования в рамках госзадания ИКИ РАН. В пресс-службе Роскосмоса сообщили СМИ, что решение по проекту «Венера-Д» ещё не принято[18].
- В начале октября 2019 в Москве состоялся 10-й Московский международный симпозиум по исследованиям Солнечной системы, на котором российско-американская рабочая группа по проекту «Венера-Д» выбирала места посадки. 7 октября 2019 года заведующая лабораторией планетной спектроскопии ИКИ РАН ИКИ, соруководитель рабочей группы проекта «Венера-Д» Людмила Засова сообщила СМИ, что пять групп специалистов выбирают места посадки — для каждого своя группа, однако все пять мест посадки специалисты определили в Северном полушарии Венеры, в высоких широтах. Научный руководитель ИКИ РАН Лев Зелёный сообщил журналистам, что вторая тема, которая обсуждалась на заседаниях рабочей группы — это возможное существование микроорганической жизни в облачном слое Венеры и то, какая аппаратура потребуется для её фиксирования[19].
- 16 декабря 2019 года Роскосмоса Дмитрий Рогозин сообщил СМИ, что проект «Венера-Д», который из-за секвестра был исключен из Федеральной космической программы 2016—2025 годов, может появиться в российской космической программе в 2020 году[20].
- 31 января 2020 года ведущий инженер НПО им. Лавочкина Дмитрий Хмель сообщил СМИ, что Роскосмос поставил задачу разработать программу исследования Венеры, аналогичную по масштабам российской лунной программе, в которую должен войти проект «Венера-Д»[21].

Эскизное проектирование (аванпроект) (май 2021 — февраль 2023)
- 4 марта 2021 год научный руководитель ИКИ РАН Лев Зелёный сообщил СМИ, что состоялось совещание руководства РАН и Роскосмоса, начинается техническое проектирование проекта «Венера-Д», которое продлится два года. На эти работы до 2025 года может потребоваться около 550 миллионов рублей. В настоящий момент[когда?] заключаются договоры с исполнителями работ — НПО им. Лавочкина и ИКИ РАН. Создатели «Венеры-Д» намерены использовать базовую конструкцию советской посадочной станции, применявшуюся в миссиях «Венера» и «Вега». Запуск планируется в 2029 году[22][23][24].
- 17 мая 2021 года Роскосмос разместил на портале госзакупок контракт с НПО им. Лавочкина на разработку технического предложения на космический комплекс «Венера-Д». Сумма контракта составляет 318,15 млн рублей. Согласно техническому заданию, НПО им. Лавочкина выполнит работы по теме «Создание космических комплексов (КК) нового поколения для фундаментальных космических исследований. Разработка технического предложения на КК. Шифр СЧ ОКР: „Перспектива“ („Венера-Д“ (ТП))». Работы предполагается выполнить до 28 февраля 2023 года. К этому времени должно быть проведено обоснование реализуемости миссии и возможных проектно-конструкторских решений, обеспечивающих исследование атмосферы, поверхности, внутреннего строения и окружающей плазмы Венеры на современном уровне, исследование возможности возврата на Землю образцов грунта, атмосферы и аэрозолей Венеры, а также разработан проект технического задания на космический комплекс для исследования Венеры «Венера-Д». Запуск космического аппарата должен быть осуществлен в 2029 году с помощью РН «Ангара-А5» с разгонным блоком ДМ-03[25].
- 8 апреля 2022 года директор ИКИ РАН Анатолий Петрукович сообщил СМИ, что НПО им. Лавочкина и ИКИ приступили к проектированию «Венеры-Д»[26].
- 5 сентября 2022 года специалисты научно-технического совета НПО им. Лавочкина одобрили техническое предложение на создание космического аппарата «Венера-Д» и рекомендовали направить его на дальнейшую экспертизу в головные научно-исследовательские организации ракетно-космической отрасли[27].

Опытно-конструкторские работы в рамках эскизного проектирования (2023 —)
- 14 июня 2023 года заведующая лабораторией спектроскопии планетных атмосфер ИКИ РАН Людмила Засова сообщила СМИ, что из-за сложившейся политической ситуации в комплекс научной аппаратуры не войдут две японские камеры (LIR, работающая в тепловом диапазоне спектра 8—12 мкм, и IR2R c тремя каналами в ближней ИК области спектра) и итальянский спектрометр VENIS для области спектра 2—5 мкм. Одна из связанных с этим потерь для научных задач — это отказ от картирования нижнего облачного слоя Венеры, которое предполагалось для изучения динамики атмосферы под толстым слоем облаков. Задача будет решаться другими методами[28].
- 12 апреля 2023 в материалах НПО им. Лавочкина указано, что в настоящее время ведется разработка эскизного проекта. К концу 2023 года НПО завершило разработку технического предложения на создание космического комплекса для исследования Венеры; эскизный проект планируется начать в январе 2024 года.

Подготовка и запуск
- до мая 2019 года запуск планировался на период с 25 декабря 2027 года по 16 января 2028 года. Для запуска планировалось использовать ракету-носитель «Ангара-А5» с разгонным блоком ДМ-03 или КВТК и космодром Восточный.
- в мае 2019 года запуск было предложено перенести на ноябрь 2029 или на июнь 2031 год (в зависимости от финансирования и оценки изготовления аппарата в 10 лет).
- в марте 2021 года запуск планировался в 2029 году.
- 12 октября 2021 года заведующая лабораторией спектроскопии планетных атмосфер ИКИ РАН Людмила Засова на 12-м Международном симпозиуме по исследованиям Солнечной системы сообщила, что запуск планируется на 11 ноября 2029 года. Научный руководитель ИКИ РАН Лев Зелёный на той же конференции не исключил, что запуск миссии может быть отложен на небольшой срок[29].
- 15 апреля 2022 года глава Роскосмоса Дмитрий Рогозин сообщил СМИ, что запуск «Венеры-Д» будет отложен на неопределенное время[30] («после 2030 года»[31]).
- 8 апреля 2024 года научный руководитель ИКИ РАН Лев Зелёный сообщил СМИ, что запуск «Венеры-Д» запланирован на 2031 год[6].

## Проекты

### Совместный проект с ЕКА
В 2007 году было озвучено[кем?], что рассматривается возможность совместить российскую миссию «Венера-Д» с европейской (ЕКА) программой планетных исследований, со сроком запуска в 2016—2018 годах.
В состав межпланетной станции должны были войти: европейский орбитальный модуль, созданный на базе «Венера-Экспресс», российский посадочный аппарат новой, оригинальной конструкции; европейский аэростат для исследований в атмосфере планеты и, возможно, со сбрасываемыми в разных её районах небольшими зондами с исследовательской аппаратурой. Научная аппаратура десантируемого на поверхность планеты модуля должна была сохранять работоспособность в условиях высоких температур (около 735 K) и давления (порядка 90 атм.) в течение примерно месяца. Европейские приборы могут быть установлены на российском спускаемом аппарате, а российские — на европейском орбитальном модуле и в гондоле аэростата.
Также, была возможно участия в миссии небольшого японского аэростата, который в отличие от европейского высотного, будет работать в 35 км от поверхности.
Позднее данный европейский проект[какой?] получил название Европейский исследователь Венеры (European Venus Explorer)[прояснить].
Один из обсуждаемых вариантов предусматривал запуск космического аппарата с космодрома Куру ракетой-носителем «Союз-2» («Союз-СТ») с разгонным блоком «Фрегат», в 2013 году.
Сроки
В 2003 году проект был заявлен РАН на включение в Федеральную космическую программу на 2006—2015 годы; в 2004 году во время разработки миссии запуск планировался на 2013 год. 

В 2005 году, в рамках Федеральной космической программой на 2006—2015 годы, фигурировал срок запуска не ранее 2015 года;
в 2007 году срок был сдвинут на 2016—2018 гг.,
но потом, после объявления совместного с ЕКА, Францией и возможно Японией проекта, в 2010 году говорилось о запуске в 2015—2016 гг.; в дальнейшем фигурировавшие фразы о совместном проекте пропало из сообщений.

В марте 2012 сроки были снова сдвинуты, проект был включен в программу исследований Солнечной системы до 2025 года, указывалось что запуск может состояться не ранее 2024 года. 

Впоследствии сроки запуска были смещены на 2026—2027 гг.

### Совместный проект с НАСА
Этот вариант обсуждался в 2016 году, на встрече российско-американской объединённой научной рабочей группы Роскосмос/ИКИ — НАСА по проекту «Венера-Д».
Российско-американскую миссию «Венера-Д» предлагается запустить с помощью тяжелой ракеты-носителя «Ангара-А5» с разгонным блоком «Бриз-М» или водородным «КВТК» с космодрома Восточный в 2026 году; в качестве резервной даты рассматриваются 2027 и 2029 годы (окно для запуска в 2026 году открыто с 30 мая по 20 июня с оптимальной датой старта — 9 июня; резервное окно предусмотрено с 25 декабря 2027 года по 16 января 2028 года, с оптимальной датой запуска — 6 января 2028 год).
- Российская сторона предоставит для программы РКН «Ангара-А5», орбитальный модуль и большой посадочный модуль.
- Американцы предлагают для миссии, в частности, ряд приборов, долгоживущие маленькие и простые по устройству зонды (весом до 10 кг)[7], которые проще защитить от перегрева, и поэтому они смогут проработать до 50 дней, проследив динамику атмосферы и собрав сеймографические данные.

Основные элементы миссии «Венера-Д» — российские (посадочный и орбитальный аппараты). В качестве дополнительных элементов возможного вклада НАСА — рассматривается управляемая атмосферная платформа VAMP (Venus Atmospheric Manoeuvrable Platform). Другой вариант — несколько малых зондов, сделанных на основе высокотемпературной электроники, которые могут работать на поверхности Венеры несколько тысяч часов. Их можно сбросить в разные районы планеты, где они будут мониторить параметры атмосферы вблизи поверхности. Также рассматривается возможность включения в состав миссии свободно дрейфующих аэростатов или малого субспутника. В миссии планируется исследование состава атмосферы, поверхности Венеры и выяснение причин исчезновения воды с этой планеты. В состав корабля входит орбитальный блок, спускаемый аппарат и как минимум два аэростатных зонда. С орбитального блока, который будет работать на орбите Венеры длительное время, будут спущены два аэростатных зонда. Один из них будет находиться на высоте 55—60 км от поверхности планеты, второй — под облаками, на высоте 45—50 км. Срок работы аэростатных зондов — более восьми суток. Долгоживущий спускаемый аппарат должен проработать на поверхности планеты не менее нескольких дней. За это время аппарат должен передать на Землю всю необходимую информацию. В случае, если для миссии «Венера-Д» будет предоставлена средняя ракета «Зенит», то к уже запланированной аппаратуре может быть добавлен итальянский радар. Если же будет использована ракета-носитель тяжёлого класса «Протон-М», то в состав экспедиции будет включён дрейфующий зонд, который в течение одного месяца будет функционировать на высоте 45—50 км.
место посадки:
7 октября 2019 заведующая лабораторией планетной спектроскопии ИКИ РАН, соруководитель рабочей группы проекта «Венера-Д» Людмила Засова сообщила СМИ, что пять групп специалистов выбирают места посадки — для каждого своя группа, однако все пять мест посадки специалисты определили в Северном полушарии Венеры, в высоких широтах.
Объединённая российско-американская группа по изучению Венеры была сформирована в 2013 году. В 2014 году работа над проектом была приостановлена, в 2015 вновь возобновлена; ожидалось, что к концу 2018 года будет окончена совместная проработка проекта.
По состоянию на июль 2016 года этот проект не включен в Федеральную космическую программу на 2016—2025 годы, хотя входил в её более раннюю версию, подготовленную ещё до приостановки программы.
По состоянию на середину 2017 года американская сторона занимается финансированием бумажных работ над проектом.
С российской стороны, в связи с со сроком реализации программы только после 2025 года, финансирование на ближайшие годы не предусмотрено.
2019: старт миссии запланирован на 2026—2027 годы, однако переговоры затруднены из-за позиции американцев.
15 сентября 2020 года Роскосмос сообщил, что проект реализуется без иностранного участия как независимый национальный проект.
7 марта 2021 года научный руководитель ИКИК РАН Лев Зелёный сообщил СМИ, что ученые надеются, что «Венера-Д» будет представлять собой российскую миссию с активным участием США и, возможно, других стран. Однако на данный момент неясна позиция новой администрации президента США.
В 2022 году в результате введённых против России санкций, в связи со вторжением России на Украину в рамках российско-украинской войны, генеральный директор Роскосмоса Дмитрий Рогозин заявил, что любое дальнейшее участие США в российском проекте «Венера-Д» нецелесообразно.

## Технические характеристики
Автоматическая межпланетная станция «Венера-Д» состоит из орбитального и посадочного аппаратов для комплексного изучения атмосферы Венеры, её поверхности, внутреннего строения и окружающей плазмы.

### Орбитальный аппарат
Орбитальный аппарат будет выполнять функции ретранслятора — через него аэростат и посадочный модуль будут поддерживать связь с Землёй.
Аэростатный модуль автоматической межпланетной станции «Венера-Д» сможет просуществовать в атмосфере второй от Солнца планеты рекордные несколько недель, что позволит ему совершить первый в истории атмосферный облёт Венеры.

### Спускаемый аппарат
Сразу после посадки «Венера-Д» развернет малые станции и начнет взятие проб грунта. Через 15 минут после посадки завершится сбор образцов венерианского грунта и начнется их анализ. Через 45 минут после посадки «Венера-Д» начнет передавать на Землю научные данные. Ожидается, что через три часа после посадки работа станции прекратится из-за перегрева её радиосистемы. За это время предполагается передать на Землю 340 Мбайт данных.

#### Научное оборудование
| Наименование | Тип прибора                    | Задача                                                             | Производитель | Комментарий |
| ------------ | ------------------------------ | ------------------------------------------------------------------ | ------------- | --- |
|              | Импульсный генератор нейтронов | Изучение состава основных породообразующих элементов грунта Венеры | ИКИ           | Аналогичный прибор установлен на борту марсохода Curiosity. По состоянию на март 2021 года финансирование разработки прибора не началось. |

## Оценка стоимости и финансирование проекта
Проектирование «Венеры-Д», оценивающееся экспертами в несколько сотен миллионов рублей, получит финансирование от Федерального агентства научных организаций (ФАНО), поскольку «Роскосмос» исключил финансирование разработки из Федеральной космической программы из-за секвестра бюджета. После подготовки и принятия комплексной программы научных исследований Венеры, ведущееся совместными усилиями ИКИ РАН и ФАНО, следующие полтора года работы по проекту будут финансироваться через ФАНО.
- 14 марта 2019 года глава РАН Александр Сергеев сообщил СМИ, что совместная научная миссия США и России по изучению Венеры будет стоить примерно 1 млрд долларов (по оценке российской стороны — 800 млн долларов).
- 29 мая 2019 года заместитель директора ИКИ РАН Олег Кораблев на Совете РАН по космосу огласил общую стоимость разработки «Венеры-Д»: 17 миллиардов 370 миллионов рублей на 10 лет. Однако неизвестно, общая ли это стоимость всего проекта или только затраты российской стороны без учёта американской[54].

### Финансирование
- 7 марта 2021 года руководитель ИКИ РАН Лев Зелёный сообщил СМИ, что началось финансирование по программе «Венера-Д», которого будет достаточно на 2 года. До 2025 года на разработку предполагается потратить около 550 миллионов рублей[49].
- 17 мая 2021 года Роскосмос выделил НПО им. Лавочкина сумму в размере 318,15 млн рублей на разработку технического предложения на космический комплекс «Венера-Д». Работы предполагается выполнить до 28 февраля 2023 года[55].

### Госконтракты
1. «Создание космических комплексов (КК) нового поколения для фундаментальных космических исследований. Разработка технического предложения на КК. Шифр СЧ ОКР: „Перспектива“ („Венера-Д“ (ТП))»

## Развитие
В будущем планируется создание комплексной станции «Венера-Глоб», задачей которой будет всестороннее исследование Венеры. В её состав войдут: орбитальный аппарат, долгоживущая венерианская станция, аэростатные зонды, возможно венероход.